# 75-й Берлинский международный кинофестиваль
75-й Берлинский международный кинофестиваль прошёл с 13 по 23 февраля 2025 года. Эти даты были объявлены организаторами 5 марта 2024 года, вскоре после завершения предыдущего фестиваля. 75-й Берлинале стал первым при новом художественном руководителе Трише Таттл (она заняла пост в апреле 2024 года, сменив Карло Шатриана и Мариетт Риссенбек). Жюри кинофестиваля возглавил режиссёр Тодд Хейнс. Почётного «Золотого медведя» получила Тильда Суинтон.

## Основная программа
| Лауреат «Золотого медведя» выделен отдельным цветом. |

| Название                                  | Оригинальное название       | Режиссёр                     | Страна                                                                                    |
| ----------------------------------------- | --------------------------- | ---------------------------- | ----------------------------------------------------------------------------------------- |
| Ари                                       | Ari                         | Леонор Серрай                | Франция · Бельгия                                                                         |
| Лента времени                             | Стрічка часу                | Катерина Горностай           | Украина · Люксембург · Нидерланды · Франция                                               |
| Голубая луна                              | Blue Moon                   | Ричард Линклейтер            | США · Ирландия                                                                            |
| Голубая тропа                             | O Último Azul               | Габриэль Маскаро             | Бразилия · Мексика · Чили · Нидерланды                                                    |
| Горячее молоко                            | Hot Milk                    | Ребекка Ленкевич             | Великобритания                                                                            |
| Девушки на проволоке                      | 想飞的女孩                  | Вивиан Ку                    | Китай                                                                                     |
| Если бы у меня были ноги, я бы тебя пнула | If I Had Legs I'd Kick You  | Мэри Бронстайн               | США                                                                                       |
| Жить на этой земле                        | 生息之地                    | Хуо Менг                     | Китай                                                                                     |
| Конспиративная квартира                   | La cache                    | Лионель Байер                | Швейцария · Люксембург · Франция                                                          |
| Континенталь 25                           | Kontinental '25             | Раду Жуде                    | Румыния                                                                                   |
| Ледяная башня                             | La Tour de glace            | Люсиль Хадзихалилович        | Франция · Германия                                                                        |
| Мечты                                     | Dreams                      | Мишель Франко                | Мексика                                                                                   |
| Мечты                                     | Drømmer                     | Даг Йохан Хёугеруд           | Норвегия                                                                                  |
| Послание                                  | El mensaje                  | Иван Фунд                    | Аргентина · Испания · Уругвай                                                             |
| Ребёнок матери                            | Mother's Baby               | Йоханна Модер                | Австрия · Швейцария · Германия                                                            |
| Отражение в мёртвом бриллианте            | Reflet dans un diamant mort | Хелен Каттет и Бруно Форзани | Бельгия · Люксембург · Италия · Франция                                                   |
| Что знает Мариэль                         | Was Marielle weiß           | Фредерик Хамбалек            | Германия                                                                                  |
| Что эта природа говорит тебе              | 그 자연이 네게 뭐라고 하니  | Хон Сансу                    | Республика Корея                                                                          |
| Юнан                                      | يونان                       | Амин Факер Элдин             | Германия · Канада · Италия · Государство Палестина · Катар · Иордания · Саудовская Аравия |

## Специальные показы
| Название                                                     | Оригинальное название                               | Режиссёр                             | Страна                                                  |
| Berlinale Special Gala                                       | Berlinale Special Gala                              | Berlinale Special Gala               | Berlinale Special Gala                                  |
| ------------------------------------------------------------ | --------------------------------------------------- | ------------------------------------ | ------------------------------------------------------- |
| Боб Дилан: Никому не известный                               | A Complete Unknown                                  | Джеймс Мэнголд                       | США                                                     |
| Кёльн 75                                                     | Köln 75                                             | Идо Флюк                             | Германия · Польша · Бельгия                             |
| Микки 17                                                     | Mickey 17                                           | Пон Джун Хо                          | США · Республика Корея                                  |
| Наблюдатель                                                  | Lurker                                              | Алекс Рассел                         | США · Италия                                            |
| Поздняя смена                                                | Heldin                                              | Петра Вольпе                         | Швейцария · Германия                                    |
| После этой смерти                                            | After This Death                                    | Лусио Кастро                         | США                                                     |
| Свет (фильм открытия)                                        | Das Licht                                           | Том Тыквер                           | Германия · Франция                                      |
| Сущность                                                     | The Thing with Feathers                             | Дилан Саутерн                        | Великобритания                                          |
| Узкая дорога на дальний север                                | The Narrow Road to the Deep North                   | Джастин Курзель                      | Австралия                                               |
| Berlinale Special                                            |                                                     |                                      |                                                         |
| Видения предков о будущем                                    | Ancestral Visions of the Future                     | Лемоханг Джеремайя Мозес             | Франция · Лесото · Германия · Катар · Саудовская Аравия |
| Всё, что у меня было — это ничто                             | Je n’avais que le néant – "Shoah" par Lanzmann      | Гийом Рибо                           | Франция                                                 |
| Лейбниц – Хроника утраченной картины                         | Leibniz – Chronik eines verschollenen Bildes        | Эдгар Райц, Анатоль Шустер           | Германия                                                |
| Лучшая в мире мать                                           | A melhor mãe do mundo                               | Анна Муйлаерт                        | Бразилия · Аргентина                                    |
| Милашка                                                      | Honey Bunch                                         | Маделин Симс-Фьюер, Дасти Манчинелли | Канада                                                  |
| Мои нежелательные друзья. Часть I: Последний воздух в Москве | My Undesirable Friends: Part I — Last Air in Moscow | Джулия Локтев                        | США                                                     |
| Не животное. Такое дикое.                                    | Kein Tier. So Wild.                                 | Бурхан Корбани                       | Германия · Польша · Франция                             |
| Немецкий народ                                               | Das Deutsche Volk                                   | Марцин Вершковский                   | Германия                                                |
| Острова                                                      | Islands                                             | Ян-Оле Герстер                       | Германия                                                |
| Письмо Давиду                                                | Michtav Le'David                                    | Том Шоваль                           | Израиль · США                                           |
| Смерть Дружбы (1987)                                         | Friendship's Death                                  | Питер Уоллен                         | Великобритания                                          |
| Старуха с ножом                                              | 파과                                                | Мин Кюдон                            | Китайская Республика                                    |
| Шоа (1985)                                                   | Shoah                                               | Клод Ланцман                         | Франция                                                 |